# Resistencia Sport Club
Resistencia Sport Club es un equipo de fútbol de la ciudad de Asunción, Paraguay. El club fue fundado el 27 de diciembre de 1917, y desde el año 2024 milita en la División Intermedia, luego de perder la categoría de Primera División en 2023. 
El club disputa sus partidos de local en el Estadio Tomás Beggan Correa, del barrio Ricardo Brugada de la capital, más conocido como La Chacarita.

## Historia
Ha ganado en cuatro ocasiones el título de la Segunda División de fútbol, pero solo en tres ocasiones ascendió. Llegó a militar en la Primera División en cuatro temporadas: 1976, 1977, 1981 y 1999. Por esto, entre los 3 equipos existentes en su barrio es el de más logros deportivos.
En el año 1966 obtuvo su primer título de la Segunda División, pero no ascendió por no contar con la infraestructura necesaria para competir en la Primera División.
En el año 1975 obtuvo su segundo título de la Segunda División denominada Primera de Ascenso en esos tiempos y esta vez sí logra el ascenso a la Primera División. Categoría en la que se mantuvo por dos temporadas.
Luego de volver a la Segunda División, en el año 1980 de nuevo logró el título de esta categoría y el ascenso a la Primera División. Esta vez sólo logró disputar una temporada en la máxima categoría.
Tuvieron que pasar casi veinte años para que el equipo volviera a obtener un título, en 1998 alcanza el título de la Segunda División ahora denominada División Intermedia desde el año 1997 y de esta forma alcanzó por tercera vez el ascenso a la Primera División, pero solo pudo disputar el Campeonato 1999 ya que volvió a descender.
Se mantuvo por muchos años en la Segunda División, hasta que en el 2002 acabó en penúltimo lugar y debió descender a la Primera B o Tercera División.
En el 2011 se consagró vicecampeón de la Primera B, por lo que logró su retorno a la División Intermedia.
Desde la temporada 2012 se mantiene en la Segunda División del fútbol paraguayo. En la temporada 2016 realizó una buena campaña, llegando hasta la última fecha del campeonato con posibilidades matemáticas de lograr el subcampeonato y el ascenso, pero finalmente terminó en el tercer puesto.
En la temporada 2017 de la Segunda División, el club realizó una buena campaña, siempre en la parte alta de la tabla de posiciones, finalmente ocupó el cuarto puesto de entre 16 equipos.
En la temporada 2018 de la Segunda División, el club tuvo una campaña regular, no logrando luchar por los primeros puestos, manteniéndose en la parte media de la tabla, pero siempre alejado de la zona de descenso. Finalmente ocupó el octavo puesto de entre 16 clubes. En la Copa Paraguay 2018 el club fue la revelación de la primera edición de este certamen, siendo el único club de Segunda División en llegar a semifinales. Finalmente perdió el partido por el tercer puesto contra el club Sportivo Luqueño de la Primera División (0-2), ocupando finalmente el cuarto puesto de entre 48 clubes participantes. La campaña en la Copa Paraguay había iniciado en la Primera Fase con victoria por 4-3 contra el club 4 de Mayo de Capi'ibary representante de la UFI, en la Segunda Fase tras empatar el partido 0-0 con el club General Díaz de la Primera División cayó en la tanda de penales (6-5), pero pese a ello clasificó a la siguiente fase como uno de los mejores eliminados. De esta forma en octavos de final eliminó al Deportivo Liberación también de la Segunda División derrotándolo por 2-0. En Cuartos de final ya siendo la revelación de la copa, logró eliminar vía tanda de penales al club Sol de América de la Primera División. En semifinales cayó en penales (4-5) ante el Club Guaraní de la Primera División, tras haber concluido el partido 1-1.
En 2021 logró el ascenso a Primera después de 23 años. En el torneo apertura realizó una espléndida campaña, pero por una serie de partidos perdidos terminó en la 5.ª posición, bajo de Guaraní, Olimpia, Cerro Porteño y Libertad. En el torneo clausura tuvo una pésima campaña acabando en la 11.ª posición. Finalmente acabado en la 9.ª posición en el acumulativo anual. A pesar de esos resultados se salvó del descenso, acabando también en la 9.ª posición del Promedio.
Resistencia descendió nuevamente a la Segunda División. En la Fecha 20, Guaraní derrotó por la mínima diferencia al Resi, relegándolo a la División Intermedia del fútbol paraguayo, al finalizar en el último lugar de la tabla de promedios.

## Jugadores destacados
- Darío Espínola (2005–2006)
- Fernando Garozzo
- Rafael Martínez
- Hugo Rodríguez

## Rivalidad
Su clásico rival es el Club Oriental, equipo con el que disputa el clásico del barrio Brugada, aunque actualmente no lleva a cabo su enfrentamiento, debido a la diferencia de categorías entre ambos, ya que mientras Oriental se encuentra en Cuarta División, Resistencia logró su pasaporte a la Primera División en 2022.

## Palmarés

### Torneos nacionales
| Torneos nacionales oficiales | Torneos nacionales oficiales | Torneos nacionales oficiales |
| Competición                  | Títulos                      | Subcampeonatos               |
| ---------------------------- | ---------------------------- | ---------------------------- |
| Segunda División             | 1966, 1975, 1980, 1998       |                              |
| Tercera División             |                              | 2011                         |